# Ryan Halligan
Ryan Patrick Halligan (18 de diciembre de 1989, Poughkeepsie, Nueva York - 7 de octubre de 2003, Essex Junction, Vermont) fue un adolescente estadounidense quien se suicidó a la edad de 13 años después de recibir acoso escolar de sus compañeros tanto en la vida real como por Internet (ciberacoso escolar). Según la Associated Press, Halligan recibió varias veces mensajes instantáneos de compañeros de la escuela secundaria acusándolo de ser homosexual, y fue "amenazado, burlado e insultado sin cesar".
Su padre, John P. Halligan, un exingeniero de IBM, posteriormente presionó para que se aprobaran leyes en Vermont para mejorar la forma en que las escuelas afrontan el acoso escolar y la prevención del suicidio. También ha dado conferencias en escuelas de otros estados sobre la historia de su hijo.
El caso Halligan ha sido citado por los legisladores en diversos estados para proponer textos legislativos para frenar el ciberacoso. En Vermont, se promulgaron leyes con posterioridad para abordar el problema de acoso cibernético y el riesgo de suicidios de adolescentes. En 2008, este suicidio y sus causas fueron examinados en un segmento del programa de televisión "Frontline" titulado "Growing Up Online" (Creciendo en línea).

## Vida y suicidio
Halligan nació el 18 de diciembre de 1989 en Poughkeepsie, Nueva York, hijo de John y Kelly Halligan. Su familia se trasladó a Essex Junction, Vermont, donde Halligan asistió a la escuela primaria y, más tarde, al secundario. Fue descrito por su padre como un chico "dulce, de alma muy sensible", que experimentó algunos retrasos en el desarrollo que afectaron el habla y la coordinación física en su primeros años de escuela. A pesar de que superó las dificultades en el cuarto grado, "Él aún sufría, la escuela nunca fue fácil para él, pero siempre se presentó con una sonrisa en su rostro, con ganas de dar lo mejor", según su padre.
En su año escolar 1999-2000, Halligan sufrió acoso moral por parte de un grupo de alumnos de su escuela a causa de su trastorno del aprendizaje. La familia dijo en un documental corto que Halligan se inscribió para recibir asesoramiento, con poco éxito. En diciembre de 2002, el joven le dijo a su padre que el acoso había comenzado de nuevo y le pidió aprender boxeo Taebo para Navidad con el fin de aprender a defenderse de los matones. A raíz de una pelea en febrero de 2003, que fue disuelta por el subdirector, el agresor dejó de molestar a Halligan. Hacia el final del séptimo grado, Halligan le dijo a su padre que él y el agresor se habían convertido en amigos. Sin embargo, después de que Halligan le habló de un examen vergonzoso que había recibido en el hospital después de tener dolores de estómago, el agresor utilizó la información para difundir el rumor de que Halligan era gay.
De acuerdo con informes de su padre y de noticias, Halligan pasó gran parte de su tiempo en línea durante el verano de 2003, en particular en AIM y otros servicios de mensajería instantánea. Halligan no le dijo a sus padres nada de esto. Durante el verano, fue ciberacosado por compañeros que se burlaban de él, diciendo que era gay. Él sin querer archivó estas conversaciones en su disco duro cuando instaló DeadAIM, un programa gratuito. Su padre también encontró en esta carpeta transcripciones de conversaciones archivadas de los intercambios en línea en la que una niña, llamada Ashley, de quien Halligan estaba enamorado, lo pretendía, pero luego dijo en la escuela que era un "perdedor". Halligan descubrió que sólo simulaba con el fin de recuperar su información personal acerca de él. Sus intercambios privados se copiaron y pegado en otros mensajes instantáneos entre sus compañeros de escuela para avergonzarlo y humillarlo. Cuando él se acercó a la chica y ella lo llamó perdedor, él dijo: "Es por chicas como tú, que me dan ganas de matarme". Halligan padre también descubrió algunas conversaciones preocupantes entre Halligan y un niño con un nombre de usuario que no reconoció. Halligan también empezó a hablar sobre el suicidio y la muerte y le dijo que estaba pensando en quitarse de en medio. También había hecho intercambio de información en páginas relacionadas con la muerte y el suicidio, incluidas páginas que enseñaban a quitarse la vida sin dolor. Estaba obteniendo malas calificaciones en el colegio. Una noche le preguntó a su padre si había pensado alguna vez en suicidarse y el padre le dijo que sí, pero también dijo que "Ryan, imagínate si yo hubiese hecho eso. Mira todas las cosas que me habría perdido, como la familia.'
El 7 de octubre de 2003, cuando John Halligan, el padre de Halligan, estaba en viaje de negocios y todos los demás miembros de la familia Halligan dormían temprano en la mañana, Halligan se suicidó ahorcándose. Su cuerpo fue encontrado más tarde por su hermana mayor cuando se despertó y fue al baño.

## Secuelas
Aunque Halligan no dejó una nota de suicidio, su padre, John P. Halligan, se enteró de la agresión cibernética cuando accedió a la computadora de su hijo. Al revisar el anuario de su hijo se encontró los rostros de la multitud garabateados. Halligan había garabateado sobre la cara del líder, el mismo muchacho que luchó con Halligan, se hizo amigo de él y comenzó el rumor de homosexual de manera tan agresiva que Halligan había arrancado el papel. Sus padres también encontraron un dibujo de un niño colgando de una soga. Después fue a la computadora de su hijo y se enteró de la agresión cibernética cuando leyó lo que los amigos de su hijo le decían.
Perdonó a la chica después de que se enteró de que estaba siendo culpada por el suicidio Halligan y que iba a suicidarse debido a la culpa por su muerte y, subsecuentemente la iba a llevar a su casa. Ella iba a hablar en contra de la intimidación junto al padre de Halligan en un popular programa de horario estelar de ABC. Aunque los Halligan se mudaron de Vermont, ella todavía mantiene contacto con la familia. El padre se enfrentó al matón que había empezado el rumor gay después de que se enteró de que se había burlado de cómo Halligan se quitó la vida a través de otro padre. Al principio estaba tan enojado que quería ir más allá y "aplastar a ese muchacho y matarlo", pero más tarde cambió de opinión después de quedar atrapado en el tráfico. El acosador rompió a llorar y pidió disculpas por lo que hizo. John Halligan también quería presentar cargos contra el agresor, pero la policía le informó que no había una ley penal por la que pudiese acusarlo. Sin embargo, también perdonó al agresor al igual que a la niña.
Halligan padre también descubrió una conversación entre Halligan y otro chico que se acercó a Halligan, alegando que era gay. Sin embargo Halligan no terminó la conversación. En su lugar, comenzó a tratar de averiguar quién era. Halligan padre también descubrió el nombre de la novio de Halligan y después de que el niño le dio su nombre real fue a su casa y habló con sus padres, y también para eliminar todas las conversaciones entre él y Halligan después de que publicó una conversación entre ellos en su perfil. Según Halligan, nunca obtuvo una respuesta satisfactoria a pesar de que la policía envió copias impresas de sus conversaciones a los padres del muchacho. Todavía visita el sitio web del chico que contiene varias referencias a la muerte y el suicidio. Comenzó a ejercer presión sobre la legislación en Vermont para mejorar las escuelas y cómo abordar el acoso y la prevención del suicidio. También ha dado conferencias en las escuelas en varios estados sobre la historia de su hijo y los efectos devastadores del acoso cibernético entre los adolescentes. Ashley también se comprometió a estar en la televisión pública con Halligan padre, quien nunca reveló el nombre del novio ni del agresor, aunque los conoce.
Posteriormente, Vermont aprobó una Política de Prevención de la Intimidación de Acoso Escolar en mayo de 2004 y más tarde adoptó una Ley de Prevención del Suicidio (Ley 114) en 2005, siguiendo de cerca un proyecto presentado por el padre de Halligan. La ley establece medidas para ayudar a los maestros y a otros a reconocer y responder a los riesgos de la depresión y el suicidio entre los adolescentes. El Caso Halligan también ha sido citado por los legisladores en otros estados para proponer una legislación para frenar el ciberacoso.
La historia de Halligan apareció en un programa de televisión "Frontline" titulado "Growing Up Online" (Creciendo en línea), producido en enero de 2008 por WGBH-TV en Boston y distribuidos a nivel nacional por PBS. En ella, su padre relata su sorpresa al descubrir la magnitud de los abusos que sufrió su hijo, diciendo que creía que el acoso en Internet había "amplificado y acelerado el daño y el dolor al que estaba tratando de hacer frente, que se inició en el mundo real". La historia de Halligan también fue presentada en el programa de Oprah en un informe que hicieron sobre un aumento de las burlas homofóbicas en las escuelas.
La historia de Halligan también apareció en el documental de Max Hechtman de 2018, Historias de fuerza y esperanza: prevención del suicidio juvenil, respaldado por una entrevista en pantalla con John P. Halligan. Hoy John visita otras escuelas para informar a los estudiantes sobre la muerte de su hijo y cómo ha cambiado su vida.